# Alejandro Rodríguez de Valcárcel
Alejandro Rodríguez de Valcárcel y Nebreda, I comte de Rodríguez de Valcárcel, (Burgos, 25 de desembre de 1917 - Madrid, 22 de novembre de 1976) va ser un advocat de l'Estat i polític espanyol d'orientació falangista que va ocupar importants càrrecs polítics cap al final de la dictadura franquista. Va ser cap de l'Estat espanyol entre el 20 i el 22 de novembre de 1975 com a president del Consell de Regència.

## Primers passos
Llicenciat en dret per la Universitat de Salamanca. La seva carrera política va començar en el Partit Nacionalista Espanyol, passant en 1936 a Falange. Acabada la Guerra Civil Espanyola és nomenat President de la Diputació Provincial de Santander en 1942.

## Governador de Burgos
Fou nomenat el 28 de novembre de 1946, en substitució de Manuel Yllera García-Lago. En col·laboració i coordinació amb la Institució Provincial burgalesa, va realitzar una intensa labor en favor dels pobles dotant-los de serveis, vies de comunicació, noves escoles i centres benèfics i culturals.
El novembre de 1948, sota la presidència de Honorato Martín-Cobos Lagüera la Comissió gestora Provincial li concedeix la Medalla d'Or de la Província de Burgos a petició dels Ajuntaments que la Diputació Provincial representa, i després de conèixer-se el seu nomenament com a governador civil de les Illes Balears, el febrer de 1952, va rebre diverses condecoracions (Comanda de l'Orde Civil d'Alfons X el Savi) i nomenaments (Cerezo de Río Tirón el va distingir com a Alcalde Honorari).

## Política nacional
Va ocupar els càrrecs de Secretari Nacional de l'Institut Nacional de l'Habitatge, Vicepresident de l'Institut Nacional de Previsió, Director d'Afers Socials de l'Institut Nacional d'Indústria, i Vicepresident del Consell Nacional del Movimiento (1965-1969) amb el ministre José Solís Ruiz.
Des del 21 de novembre de 1969 fins al 25 de novembre de 1975 va ser el tercer president de les Corts designat per Franco, després d'Esteban de Bilbao Eguía i Antonio Iturmendi Bañales.
Com a president del Consell de Regència va ser responsable del traspàs de poders entre Francisco Franco i l'actual monarca Joan Carles I.

## Ideologia
Personatge fortament lligat al Movimiento Nacional, es va declarar sempre falangista:
| « | "«La falange va ser la meva raó de ser; en ella vaig néixer a la vida de participació i d'acció pública i a ella dec el principal bagatge del meu pensament»." | » |

## Defunció
En les últimes sessions del Consell, quan es discutia la Llei per a la Reforma Política, va morir a l'Hospital de la Paz de Madrid, on havia acudit pel seu propi peu per a una revisió rutinària, afligit d'una afecció cardíaca. El rei li va concedir el títol de comte de Rodríguez de Valcárcel a títol pòstum.